# بریت استراندبری
بریت استراندبری (انگلیسی: Britt Strandberg; ۳۱ مارس ۱۹۳۴ – ۱۶ دسامبر ۱۹۹۲) اسکی‌باز صحرانوردی اهل سوئد بود.
وی در مسابقات کشوری و بین‌المللی در مجموع برندهٔ ۱ مدال طلا، ۳ مدال نقره، ۱ مدال برنز شده‌است.